# Szlichtyngowa
Szlichtyngowa (Duits: Schlichtingsheim) is een stad in het Poolse woiwodschap Lubusz, gelegen in de powiat Wschowski. De oppervlakte bedraagt 1,55 km², het inwonertal 1348 (2005).

## Verkeer en vervoer
- Station Szlichtyngowa